# Max Cavalera
Massimiliano Antônio Cavalera (Belo Horizonte, 4 de agosto de 1969) es un músico brasileño, conocido por haber sido el cofundador, cantante y guitarrista rítmico de la banda de heavy metal Sepultura hasta su salida en 1997. Confundó la banda junto a su hermano Igor Cavalera. Actualmente toca en las bandas Soulfly, Cavalera Conspiracy, Killer Be Killed y Go Ahead and Die. Cavalera también participó en un proyecto paralelo de corta duración llamado Nailbomb.
A mediados de esa misma década, Max también participó en Nailbomb, un proyecto de metal industrial y groove metal con la cual editó Point Blank, el único lanzamiento de este proyecto más una presentación en vivo en el Dynamo Open Air Festival de 1995.
Está interesado en temas religiosos y políticos, a menudo con tono crítico. La prensa (sobre todo la estadounidense) lo califica de religioso y de que odia rotundamente a los políticos, aunque él no comparte esta afirmación.
Hace poco tiempo que Max y su hermano Igor se han reconciliado, varias veces ha sido anunciada la vuelta de Sepultura con Max e Igor pero no se ha confirmado nada, sus excompañeros de trabajo de la agrupación Sepultura y él mismo han desmentido todos estos rumores.
A principios de 1990 Max se mudó a Phoenix, Arizona, Estados Unidos, con Gloria, que es su representante y esposa.
A mediados de agosto de 2007, Max formó con Igor Cavalera, Joe Duplantier y Marc Rizzo, Cavalera Conspiracy, debutaron a finales de mayo en el Festival Electric Weekend de Getafe. Su nuevo disco salió el 25 de marzo de 2008.

## Colaboraciones
Ha colaborado con numerosos artistas y grupos de música en sus diferentes etapas: Con Fred Durst y DJ Lethal de la agrupación Limp Bizkit, también con Corey Taylor de la agrupación Slipknot, ha trabajado también con Chino Moreno de los Deftones, con Jonathan Davis y David Silveria de Korn, al igual que con Cristian Machado de la agrupación Ill Niño, con Nemanja 'Coyote' Kojic, Grady Avenell, Tom Araya de Slayer, Chico Science, Dave Peters de la agrupación Throwdown, David Vincent de Morbid Angel, Jose Navarro, B. Rabouin, D. Perry, J. Olbert, Asha Rabouin, Burton C. Bell, Dino Cazares, Christian Olde Wolbers de Fear Factory, Sean Lennon, con la agrupación llamada The Mulambo Tribe, también con Danny Marianino, Greg Hall, Wiley Arnett, con la banda argentina A.N.I.M.A.L., con su pariente familiar Ritchie Cavalera, al igual que con Billy Milano, Paul Fillipenko, David Ellefson de Megadeth, Dave Grohl (en la grabación de su proyecto Probot) y recientemente con la agrupación de chelo metal Apocalyptica en la canción llamada "Repressed", en la cual también canta Matt Tuck, vocalista de Bullet For My Valentine, con la agrupación Demon Hunter en su más reciente álbum Exile en la canción Defense Mechanism y con el Guitarrista new way metal Edwin Gerardo con el cual colabora para el álbum a finales de 2010. 
Max ha sido un buen amigo de Anton Reisenegger, también participó en la canción "I.M.Sin" junto a Ivan L. Moody de Five Finger Death Punch y fuertemente influenciado por Pentagram incluso hay una anécdota que cuenta Antón, que dice que Max se emocionó cuando apareció un comercial sobre Sepultura en Televisión.
En 2010, prestó su voz como locutor de una radio ficticia de metal extremo: Liberty City Hard Core, que aparece en el videojuego Grand Theft Auto IV: The Lost and Damned. En ella, Max aparece como sí mismo, introduciendo las distintas canciones.

## Discografía

### Sepultura
- Bestial Devastation (1985)
- Morbid Visions (1986)
- Schizophrenia (1987)
- Beneath the Remains (1989)
- Arise (1991)
- Chaos A.D. (1993)
- Roots (1996)

### Nailbomb
- 1994- Point BlanK (Estudio Recording)
- 1995 Proud to Commit Comercial Suicide (Live Recording)

### Soulfly
- Soulfly (1998)
- Primitive (2000)
- 3 (2002)
- Prophecy (2004)
- Dark Ages (2005)
- Conquer (2008)
- Omen (2010)
- Enslaved (2012)
- Savages (2013)
- Archangel (2015)
- Ritual (2018)
- Totem (2022)

### Cavalera Conspiracy
- Inflikted (2008)
- Blunt Force Trauma (2011)
- Pandemonium (2014)
- Psychosis (2017)
- Morbid Visions (Re-Recorded) (2023)
- Bestial Devastation (Re-Recorded) (2023)
- Schizophrenia (Re-Recorded) (2024)

### Killer Be Killed
- Killer Be Killed (2014)
- Reclutant Hero (2020)

- Datos: Q307391
- Multimedia: Max Cavalera / Q307391